# Estorninho-de-hildebrandt
Estorninho-de-hildebrandt ou estorninho-dos-massais (Lamprotornis hildebrandti) é uma espécie de passeriforme da família Sturnidae.
Pode ser encontrada nos seguintes países: Quénia e Tanzânia.